# Сычёв, Николай Яковлевич
Николай Яковлевич Сычёв — советский хозяйственный, государственный и политический деятель.

## Биография
Родился в 1926 году в Москве. Член КПСС.
С 1943 года — на хозяйственной, общественной и политической работе. В 1943—2010 гг. — токарь на заводе в Москве, выпускник Всесоюзного юридического заочного института, первый секретарь райкома комсомола в Москве, первый секретарь Куйбышевского райкома КПСС города Москвы, заведующий отделом пропаганды и агитации Московского городского комитета КПСС, секретарь исполкома Моссовета, первый заместитель председателя Госкино СССР, председатель Госкино РСФСР, председатель Московского городского Совета ветеранов войны и труда, председатель Совета ветеранов города Москвы.
Избирался депутатом Верховного Совета РСФСР 11-го созыва, народным депутатом СССР. Делегат XXIII и XXIV съезда КПСС.
Умер в Москве в 2015 году.